# Dick Kallman
Dick Kallman (* 7. Juli 1933 in New York City; † 22. Februar 1980 ebenda) war ein US-amerikanischer Schauspieler und Sänger.

## Leben
Kallmans Vater war der Pilot und Hotelbesitzer Alvan Kallman, seine Mutter die Schauspielerin Zara Whitman Kallman. Kalman wuchs in Brooklyn auf und absolvierte eine Ausbildung zum Schauspieler. 1951 wurde er mit dem Theater World Award für seine Rolle im Musical Seventeen ausgezeichnet. Im Jahr 1957 spielte er in dem romantischen Action-Abenteuerfilm Die schwarze Bande als Sänger Smiley Andrews eine tragende Rolle. Er trug dort auch den von ihm selbst geschriebenen Song Tall Trouble vor. Für den im selben Jahr erschienenen Musicalfilm Rockabilly Baby schrieb er den von ihm auch vorgetragenen Song Teenage Cutie und für das 1958 erschienene Kriminaldrama The Cry Baby Killer komponierte er den Song Cry Baby Cry. Im darauffolgenden Jahr wirkte er in dem dramatischen Kriegsthriller Verboten! … Forbidden! von Samuel Fuller in der Rolle des Helmuth Strasser mit.
In der Fernsehserie Hank auf dem US-Fernsehsender NBC spielte er ab 1965 die Hauptrolle an der Seite von Linda Foster. Danach kehrte er an den Broadway zurück und spielte eine Rolle im Musical Half a Sixpence. In Nebenrollen trat Kallman zudem in den Fernsehserien The Jack Benny Show, Bachelor Father und Medical Center auf. Als Sänger veröffentlichte er mehrere Pop-Alben wie Hits & the Misses, Speak Softly, Hank Sings und Dick Kallman Drops In as Hank.
Kallmans Lebenspartner war der US-amerikanische Kunstsammler Stephen Szladek. 1980 wurden Kallman und sein Lebenspartner bei einem Raubmord in ihrer Wohnung ermordet.

## Filmografie
- 1950: Skylarkin’ Time (Kurzfilm, Auftritt als Sänger mit Night Train und Love is a Dangerous Thing)
- 1955, 1960: Jack-Benny-Show (Fernsehserie, Folgen Jack’s Lunch Counter und Lunch Counter Murder)
- 1957: Hell Canyon Outlaws (Die schwarze Bande) (Auftritt als Sänger mit Tall Trouble)
- 1957: Rockabilly Baby (Auftritt als Sänger mit Teenage Cutie)
- 1958: The Cry Baby Killer (Komponist des Songs Cry Baby Cry)
- 1958, 1960: U.S. Marshal (Fernsehserie, Folgen Seventh Stranger und Paper Bullets)
- 1959: Verboten … Forbidden!
- 1959: Bachelor Father (Fernsehserie, Folge Bentley and the Motorcycle)
- 1959: Der Texaner (The Texan; Fernsehserie Folgen The Gunfighter und Dangerous Ground)
- 1961: Endstation Paris (Back Street)
- 1965, 1966: Hank (Fernsehserie, 26 Folgen)
- 1967: Doktor – Sie machen Witze! (Doctor, You’ve Got to Be Kidding!) Auftritt mit The Trolley Song
- 1967, 1968: Batman (Fernsehserie, Folgen The Funny Feline Felonies und The Joke’s on Catwoman)
- 1970–1974: Medical Center (Fernsehserie, 3 Folgen)

## Auszeichnungen (Auswahl)
- 1951: Theater World Award[2]